# Incarville
Incarville és un municipi francès situat al departament de l'Eure i a la regió de Normandia. L'any 2007 tenia 1.326 habitants.

## Demografia

### Població
El 2007 la població de fet d'Incarville era de 1.326 persones. Hi havia 518 famílies, de les quals 116 eren unipersonals (48 homes vivint sols i 68 dones vivint soles), 187 parelles sense fills, 175 parelles amb fills i 40 famílies monoparentals amb fills.
La població ha evolucionat segons el següent gràfic:
Habitants censats

### Habitatges
El 2007 hi havia 551 habitatges, 531 eren l'habitatge principal de la família, 10 eren segones residències i 9 estaven desocupats. 544 eren cases i 4 eren apartaments. Dels 531 habitatges principals, 441 estaven ocupats pels seus propietaris, 77 estaven llogats i ocupats pels llogaters i 14 estaven cedits a títol gratuït; 1 tenia una cambra, 18 en tenien dues, 97 en tenien tres, 171 en tenien quatre i 245 en tenien cinc o més. 425 habitatges disposaven pel capbaix d'una plaça de pàrquing. A 270 habitatges hi havia un automòbil i a 222 n'hi havia dos o més.

### Piràmide de població
La piràmide de població per edats i sexe el 2009 era:
| Homes | Edats   | Dones |
| ----- | ------- | ----- |
| 0     | 95 o +  | 0     |
| 1     | 90 a 94 | 4     |
| 8     | 85 a 89 | 7     |
| 9     | 80 a 84 | 6     |
| 16    | 75 a 79 | 27    |
| 20    | 70 a 74 | 15    |
| 40    | 65 a 69 | 40    |
| 29    | 60 a 64 | 45    |
| 43    | 55 a 59 | 36    |
| 65    | 50 a 54 | 68    |
| 51    | 45 a 49 | 66    |
| 60    | 40 a 44 | 47    |
| 31    | 35 a 39 | 44    |
| 50    | 30 a 34 | 46    |
| 28    | 25 a 29 | 42    |
| 35    | 20 a 24 | 43    |
| 43    | 15 a 19 | 32    |
| 30    | 10 a 14 | 45    |
| 41    | 5 a 9   | 31    |
| 28    | 0 a 4   | 28    |

## Economia
El 2007 la població en edat de treballar era de 884 persones, 634 eren actives i 250 eren inactives. De les 634 persones actives 584 estaven ocupades (296 homes i 288 dones) i 50 estaven aturades (21 homes i 29 dones). De les 250 persones inactives 98 estaven jubilades, 93 estaven estudiant i 59 estaven classificades com a «altres inactius».

### Ingressos
El 2009 a Incarville hi havia 537 unitats fiscals que integraven 1.358 persones, la mediana anual d'ingressos fiscals per persona era de 21.123,5 €.

### Activitats econòmiques
Dels 51 establiments que hi havia el 2007, 1 era d'una empresa alimentària, 2 d'empreses de fabricació d'altres productes industrials, 11 d'empreses de construcció, 14 d'empreses de comerç i reparació d'automòbils, 4 d'empreses de transport, 3 d'empreses d'hostatgeria i restauració, 1 d'una empresa d'informació i comunicació, 3 d'empreses financeres, 2 d'empreses immobiliàries, 7 d'empreses de serveis i 3 d'empreses classificades com a «altres activitats de serveis».
Dels 16 establiments de servei als particulars que hi havia el 2009, 2 eren tallers de reparació d'automòbils i de material agrícola, 1 paleta, 5 fusteries, 1 lampisteria, 1 electricista, 2 perruqueries, 1 veterinari, 1 agència de treball temporal i 2 restaurants.
Dels 4 establiments comercials que hi havia el 2009, 1 era, 1 una botiga de menys de 120 m², 1 una botiga de material de revestiment de parets i terra i 1 una joieria.
L'any 2000 a Incarville hi havia 5 explotacions agrícoles.

## Equipaments sanitaris i escolars
El 2009 hi havia 1 escola maternal i 1 escola elemental.

## Poblacions més properes
El següent diagrama mostra les poblacions més properes.